# 横手市立植田小学校
横手市立植田小学校（よこてしりつ うえだしょうがっこう）は、秋田県横手市十文字町植田にかつて存在した公立小学校。
2021年3月31日に閉校し、横手市立十文字小学校へと統合された。

## 歴史

### 略歴
植田小学校の起源となるのは、明治期に発された学制によって1874年7月8日に開校した「植田学校」であり、植田村の護昌寺内に設置された。開校後、何度か寺と個人宅の間で校舎が移転するが、1877年に約50円を投じて独立校舎が建設された。1883年には向明（こうみょう）分校を木下村に設置、また同年に校名を「博文（はくぶん）学校」と改称した。
1887年になると向明分校を廃止し、同年に校名も「植田尋常小学校」へと改称された。1889年には等科改正によって「植田簡易小学校」へと改称するが、1890年に簡易科は廃止され、1892年に「植田尋常小学校」へと再度改称された。1900年に校舎を植田村字忍沢へ移転し、翌年である1901年に高等科を附設し「植田尋常高等小学校」へと改称した。
第二次世界大戦が勃発し、国民学校令が公布された1941年には「植田国民学校」へ、終戦後の学校教育法によって「植田村立植田小学校」へと改称した。1955年に植田村が十文字町へ編入した際に「十文字町立植田小学校」へと改称した。
2005年には、旧横手市と平鹿郡5町2村による合併で横手市が発足し、「横手市立植田小学校」と改称。2021年に閉校し、十文字第一小学校・十文字第二小学校・睦合小学校とともに新設の十文字小学校へと統合された。

### 年表
以下、注釈の無い項目は『十文字町史（1996年）』の情報によるもの。
- 1874年7月8日 - 「植田学校」が開校。
- 1877年 - 独立校舎を建設。
- 1883年
  - 1月31日 - 向明分校を設置。
  - 6月18日 - 「博文学校」と改称。
- 1887年
  - 3月31日 - 向明分校を廃止。
  - 4月1日 - 「植田尋常小学校」と改称。
- 1889年4月1日 - 簡易科を附設し、「植田簡易小学校」と改称。
- 1892年 - 簡易科を廃止し、「植田尋常小学校」と再度改称。
- 1901年 - 高等科を附設し、「植田尋常高等小学校」と改称。
- 1941年4月1日 - 国民学校令により、「植田国民学校」と改称。
- 1947年4月1日 - 学校教育法（現行法）により、「植田村立植田小学校」と改称。
- 1955年4月1日 - 町村合併により「十文字町立植田小学校」となる。
- 2005年10月1日 - 市町村合併により「横手市立植田小学校」となる。
- 2021年3月31日 - 閉校[2]。

## 通学区域
2014年時点の「横手市立小中学校通学区域に関する規則」によると、以下の通り。
- 十文字町植田・十文字町越前・十文字町木下・十文字町源太左馬の全域